# Буря (п'єса)
«Буря» (англ. the Tempest) — п'єса англійського письменника Вільяма Шекспіра, написана у 1610–1611 роках.

## Дійові особи
- Просперо, законний герцог Міланський.
- Міранда, донька Просперо.
- Аріель, дух повітря.
- Калібан, потворний дикун, раб.
- Ірида, Церера, Юнона, духи.
- Алонзо, король Неаполітанський.
- Себастьян, брат Алонзо.
- Антоніо, брат Просперо, самозваний герцог Міланський.
- Фердинанд, син короля Неаполітанського.
- Гонзало, старий чесний радник.
- Адріан та Франциско, вельможі.
- Трінкуло, блазень.
- Стефано, ключник-п'яниця.
- Боцман
- Капітан корабля

## Сюжет
Події відбуваються на віддаленому острові, де Просперо, герцог Мілана у вигнанні, намагається повернути законні землі своїй дочці — Міранді, використовуючи магічні сили (ілюзію та обман). Буря (на честь якої і було названо твір) приносить на острів брата Просперо — Антоніо, та короля Неаполя — Алонзо, які захопили владу в Мілані й відправили законного правителя на острів у вигнання. За допомогою чарів Просперо викриває ницість Антоніо та Алонзо й одружує Міранду та сина Алонзо Фердинанда.
Не існує єдиної думки стосовно джерела сюжету Бурі, але дослідники вбачають паралелі між нею та Naufragium Еразма Ротердамського, та De orbo novo Петра Мартіра. Існує версія, за якою Шекспір узяв за основу, реальний випадок з кораблем Sea Venture, який розбився у бермудському трикутнику. Крім того, одну з промов Гонсало взято з «Проб» Мішеля де Монтеня; а одна з промов Просперо повторює слово в слово монолог Медеї з «Метаморфоз» Овідія. Маскарад у 4 акті, певно, було додано пізніше на честь весілля Єлизавети Стюарт та Фрідеріка курфюрста Палатінського. Уперше п'єсу було надруковано в першому фоліо і її текст дійшов до нас у гарному стані.
П'єса приваблює жанром романсу, в якому існує водночас трагікомедія, маскарад та комедія дель арте. Відрізняється від інших п'єс Шекспіра структурованішою будовою та впливом неокласичного стилю. Критики вбачають відмову Просперо від магії як початок відмови і самого Шекспіра від драматургії, адже Буря це одна з останніх п'єс великого драматурга. Просперо у творі зображено як раціоналіста, мага, а не окультиста, на противагу Сікораксі, магія якої була руйнівна та страшна, чари Просперо чудесні та красиві.
Українською мовою п'єсу переклав Микола Бажан.

## Вистави українською
2010 року п'єсу «Буря» поставили на сцені Національного театру ім. Івана Франка. Режисер — Сергій Маслобойщиков; Просперо — Олексій Богданович, Фердінанд — Олександр Форманчук, Калібан — Олег Стальчук, Антоніо, Стефано, Юнона — Богдан Бенюк..

## Музичні адаптації п'єси
Особлива роль музики в п'єсі спричинилась до численних її музичних обробок. Популярний автор «масок» Метью Локк у 1673 р. пише свій варіант «Бурі», який він назвав «англійською оперою». Компонував музику до обробки п'єси відомий англійський композитор Генрі Перселл. Музичні інтерпретації «Бурі» мали місце у XVIII—XIX ст. Французький композитор А. Тома створює 1889 р. балет «Буря». Драматичну фантазію на тему «Бурі» написав Гектор Берліоз. Симфонічну фантазію створив Петро Чайковський.

## «Буря» в популярній культурі
У 2016 році вийшов фентезійний ретелінг популярної письменниці Марґарет Етвуд «Чаклунське зерня» (Hag-seed). Роман входить до серії «Гоґарт Шекспір» (Hogarth Shakespeare), метою якої є інтерпретувати п'єси Вільяма Шекспіра на сучасний лад визначними сучасними письменниками.
Цитатою з монолога Міранди «Який чудесний світ новий!» (англ. Brave new world) названий популярний роман-антиутопія англійського письменника Олдоса Гакслі.
Головний герой «Бурі» є чільним антагоністом у 2 сезоні американського серіалу «Бібліотекарі».